# Der Fuehrer's Face (singolo)
Der Fuehrer's Face è un singolo del gruppo musicale statunitense Spike Jones and His City Slickers, pubblicato nel 1942.

## Descrizione
Spike Jones and His City Slickers, noti per le loro parodie di canzoni popolari del tempo, pubblicarono una versione della canzone scritta da Oliver Wallace, Der Fuehrer's Face. anche nota informalmente come The Nazi Song. La canzone contiene l'effetto sonoro dello strumento chiamato Birdaphone, che produce una pernacchia dopo ogni "Heil!" per mostrare disprezzo nei confronti di Hitler. La pernacchia, detta Bronx Cheer, era una ben nota espressione di disgusto in quel periodo di tempo e non venne ritenuta oscena o offensiva. La copertina dello spartito reca l'immagine di un pomodoro schizzato sulla faccia di Hitler.

## Tracce
1. Der Fuhrer's Face
2. I Wanna Go Back to West Virginia

## Crediti
- Carl Grayson - voce
- Willie Spicer - Birdaphone, Trainaphone
- Del Porter and The Boys in the Back Room - cori

## Cover
- Johnny Bond registrò una versione della canzone Der Fuhrer's Face nel gennaio 1942, per l'etichetta Okeh.
- Una versione della canzone Der Fuhrer's Face è stata utilizzata come colonna sonora del cartone animato di propaganda omonimo interpretato da Paperino, in questa versione in Birdaphone è stato sostituito da una tuba.
- Tommy Trinder ha registrato una versione della canzone nel Regno Unito subito dopo l'uscita del cartone animato.
- Nel film Stalag 17 i prigionieri di guerra americani cantano parte della canzone per schernire la guardia, il sergente Schultz.
- In un episodio di M*A*S*H, Occhio di falco Pierce canta una parte della canzone a Radar, mentre soffre di insonnia. Questa è la versione di Spike Jones, incluse le pernacchie.
- Nel film Sotto corte marziale, un gruppo di prigionieri di guerra americani canta Der Fuhrer's Face, ballandola in costumi particolari.
- Spike canta una versione accorciata della canzone nel n° 3 del fumetto Spike vs. Dracula.

## Citazioni
- Herman Wouk ha costruito una scena attorno alla canzone Der Fuhrer's Face nel suo romanzo War and Remembrance.
- Harry Turtledove ha adattato la canzone in uno dei suoi romanzi del ciclo della colonizzazione, in sintonia con il tema dei romanzi.